# Gekko smithii
Gekko smithii е вид влечуго от семейство Геконови (Gekkonidae). Видът не е застрашен от изчезване.

## Разпространение
Разпространен е в Индонезия (Калимантан, Сулавеси, Суматра и Ява), Малайзия (Западна Малайзия, Сабах и Саравак), Мианмар, Сингапур и Тайланд.